# Schwarzäugiger Storchschnabel
Der Schwarzäugige Storchschnabel (Geranium psilostemon) ist eine Pflanzenart aus der Gattung Storchschnäbel (Geranium) innerhalb der Familie der Storchschnabelgewächse (Geraniaceae).
Sie stammt aus der Nordosttürkei und der südwestlichen Kaukasusregion. Wegen ihrer schönen Blüten wird sie gerne als Zierpflanze in Gärten verwendet. Aufgrund der Wuchshöhe benötigt diese Zierpflanze in der Regel im Sommer eine Stütze.

## Beschreibung

### Vegetative Merkmale
Der Schwarzäugige Storchschnabel ist eine krautige Pflanze, die Wuchshöhen von bis zu 80 bis 120 Zentimetern erreicht. Die Laubblätter sind nur wenig behaart, die oberen Stängelteile und die Blüten sind dicht mit Drüsenhaaren besetzt. Die grundständigen Laubblätter sind bis zu 20 Zentimeter breit und sind in sieben Abschnitte aufgeteilt. Die Blattabschnitte sind im oberen Teil gelappt oder tief gezähnt.

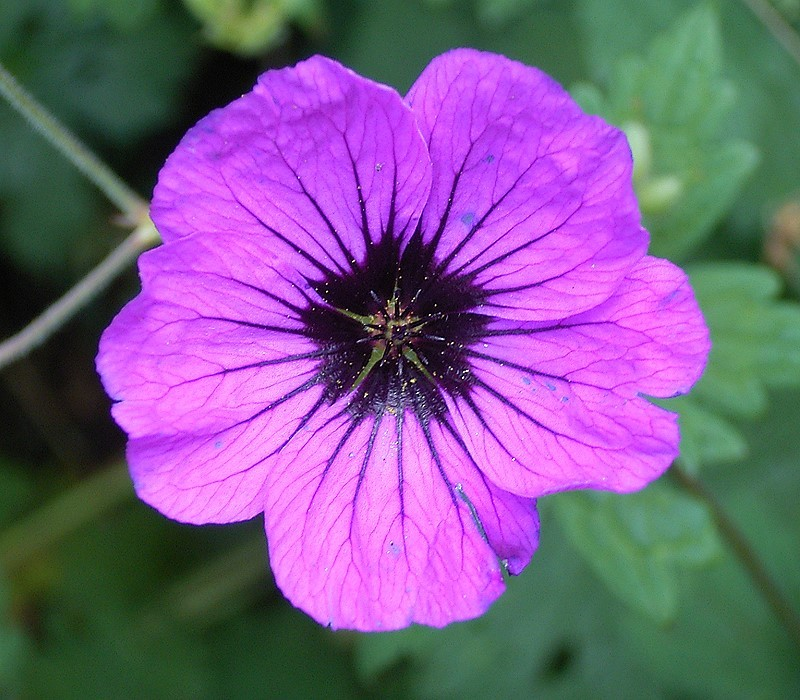
Radiärsymmetrische Blüte

### Generative Merkmale
Die Blütezeit reicht von Juni bis August. Die zwittrigen Blüten sind radiärsymmetrisch und fünfzählig mit doppelter Blütenhülle. Die fünf auffallend magentaroten mit schwarzer Mitte und schwarzen Adern Kronblätter sind bis 18 Millimeter lang und breit. Die Staubbeutel sind schwärzlich. Die 2,5 bis 3 Millimeter große Narbe ist dunkelpurpurrot.

## Taxonomie
Die Erstbeschreibung von Geranium psilostemon erfolgte 1842 durch Carl Friedrich von Ledebour in Flora Rossica, Band 1, Seite 465. Synonyme für Geranium psilostemon Ledeb. sind: Geranium armenum Boiss., Geranium backhousianum Regel, Geranium lambertii var. backhousianum (Regel) H.Hara.